# Konstantin Tomski
Konstantin Tomski (ros. Константин Томский, ur. 16 marca 1975) – rosyjski lekkoatleta, specjalizujący się w biegach długodystansowych.
Medalista Młodzieżowych Mistrzostw Europy (1997). Halowy mistrz Rosji w biegu na 3000 metrów z przeszkodami.

## Osiągnięcia
- Letnia Uniwersjada, Katania 1997
  - V miejsce – bieg na 3000 m z przeszkodami
- Młodzieżowe Mistrzostwa Europy, Turku 1997
  - brązowy medal – bieg na 3000 m z przeszkodami
- Halowe Mistrzostwa Rosji[1]
  - złoty medal – bieg na 3000 m z przeszkodami (1996)

## Rekordy życiowe
- bieg na 3000 metrów z przeszkodami
  - stadion – 8:32,42 (1997)